# Liste der Städte in New Mexico
| - Alamogordo - Albuquerque - Angel Fire - Artesia - Bayard - Belen - Bernalillo - Bloomfield - Bosque Farms - Capitan (New Mexico) - Carlsbad - Carrizozo - Causey - Cimarron - Clayton - Cloudcroft - Clovis - Columbus - Corona - Corrales | - Cuba - Des Moines - Deming - Dexter - Dora - Elida - Española - Farmington - Fort Sumner - Gallup - Gorham - Grants - Hobbs - Jemez Springs - Las Cruces - Las Vegas - Lordsburg - Los Alamos - Lovington - Madrid | - Mesilla Park - Mesquite - Moriarty - Otto - Portales - Raton - Rio Rancho - Roswell - Ruidoso - Sandia Park - Santa Fe - Santa Rosa - Santa Teresa - Santo Domingo Pueblo - Silver City - Sixela - Socorro - Taos - Truth or Consequences - Tucumcari |

## Größte Städte
Stand 1. April 2020
| Rang | Stadt        | County               | Einwohnerzahl |
| ---- | ------------ | -------------------- | ------------- |
| 1    | Albuquerque  | Bernalillo           | 564.559       |
| 2    | Las Cruces   | Doña Ana             | 111.385       |
| 3    | Rio Rancho   | Sandoval, Bernalillo | 104.046       |
| 4    | Santa Fe     | Santa Fe             | 87.505        |
| 5    | Roswell      | Chaves               | 48.422        |
| 6    | Farmington   | San Juan             | 46.624        |
| 7    | Hobbs        | Lea                  | 40.508        |
| 8    | Clovis       | Curry                | 38.567        |
| 9    | South Valley | Bernalillo           | 38.338        |
| 10   | Carlsbad     | Eddy                 | 32.238        |
| 11   | Alamogordo   | Otero                | 30.898        |
| 12   | Gallup       | McKinley             | 21.899        |
| 13   | Los Lunas    | Valencia             | 17.242        |
| 14   | Sunland Park | Doña Ana             | 16.702        |